# Гратантур
Гратанту́р (фр. Gratentour, окс. Gratentorn) — коммуна во Франции, находится в регионе Юг — Пиренеи. Департамент — Верхняя Гаронна. Входит в состав кантона Фронтон. Округ коммуны — Тулуза.
Код INSEE коммуны — 31230.

## География

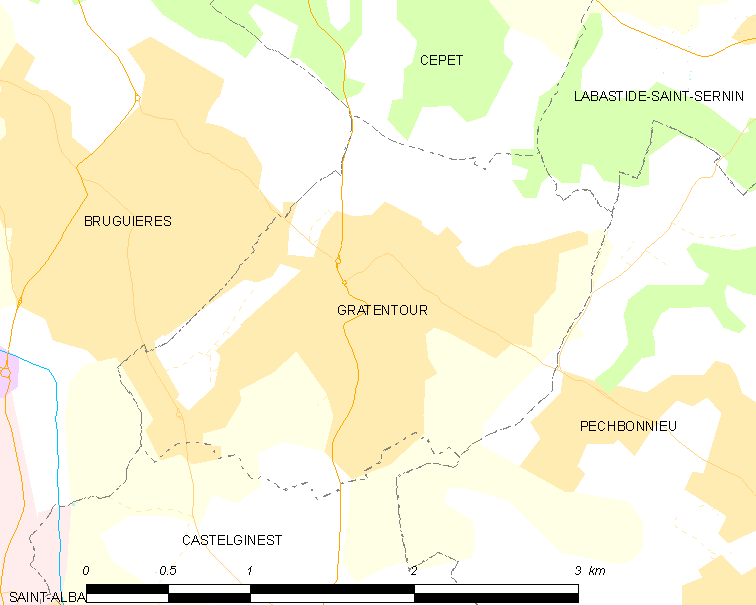
Карта коммуны

Коммуна расположена приблизительно в 580 км к югу от Парижа, в 14 км к северу от Тулузы.

## Климат
Климат умеренно-океанический. Зима мягкая и снежная, весна характеризуется сильными дождями и грозами, лето сухое и жаркое, осень солнечная. Преобладают сильные юго-восточные и северо-западные ветры.

## Население
Население коммуны на 2010 год составляло 3545 человек.
| 1962 | 1968 | 1975 | 1982 | 1990 | 1999 | 2010 |
| ---- | ---- | ---- | ---- | ---- | ---- | ---- |
| 388  | 646  | 924  | 1574 | 2518 | 3034 | 3545 |

## Администрация
| Период | Период | Фамилия              | Партия                  | Примечания |
| ------ | ------ | -------------------- | ----------------------- | ---------- |
| 1945   | 1959   | Виктор Паскаль       |                         |            |
| 1959   | 1965   | Жан-Габриэль Барланг |                         |            |
| 1965   | 1971   | Франсуа Сипьон       |                         |            |
| 1971   | 1992   | Пьер Рус             |                         |            |
| 1992   | 1995   | Робер Видаль         |                         |            |
| 1995   | 2014   | Поль Франчини        | Социалистическая партия |            |
| 2014   | 2020   | Патрик Дельпеш       | Социалистическая партия |            |

## Экономика
В 2010 году среди 2415 человек трудоспособного возраста (15—64 лет) 1782 были экономически активными, 633 — неактивными (показатель активности — 73,8 %, в 1999 году было 68,8 %). Из 1782 активных жителей работали 1644 человека (857 мужчин и 787 женщин), безработных было 138 (73 мужчины и 65 женщин). Среди 633 неактивных 229 человек были учениками или студентами, 195 — пенсионерами, 209 были неактивными по другим причинам.

## Достопримечательности
- Церковь Св. Квитерии (реставрирована в 2008 году)
- Замок Ренери
- Замок Кустела

## Фотогалерея

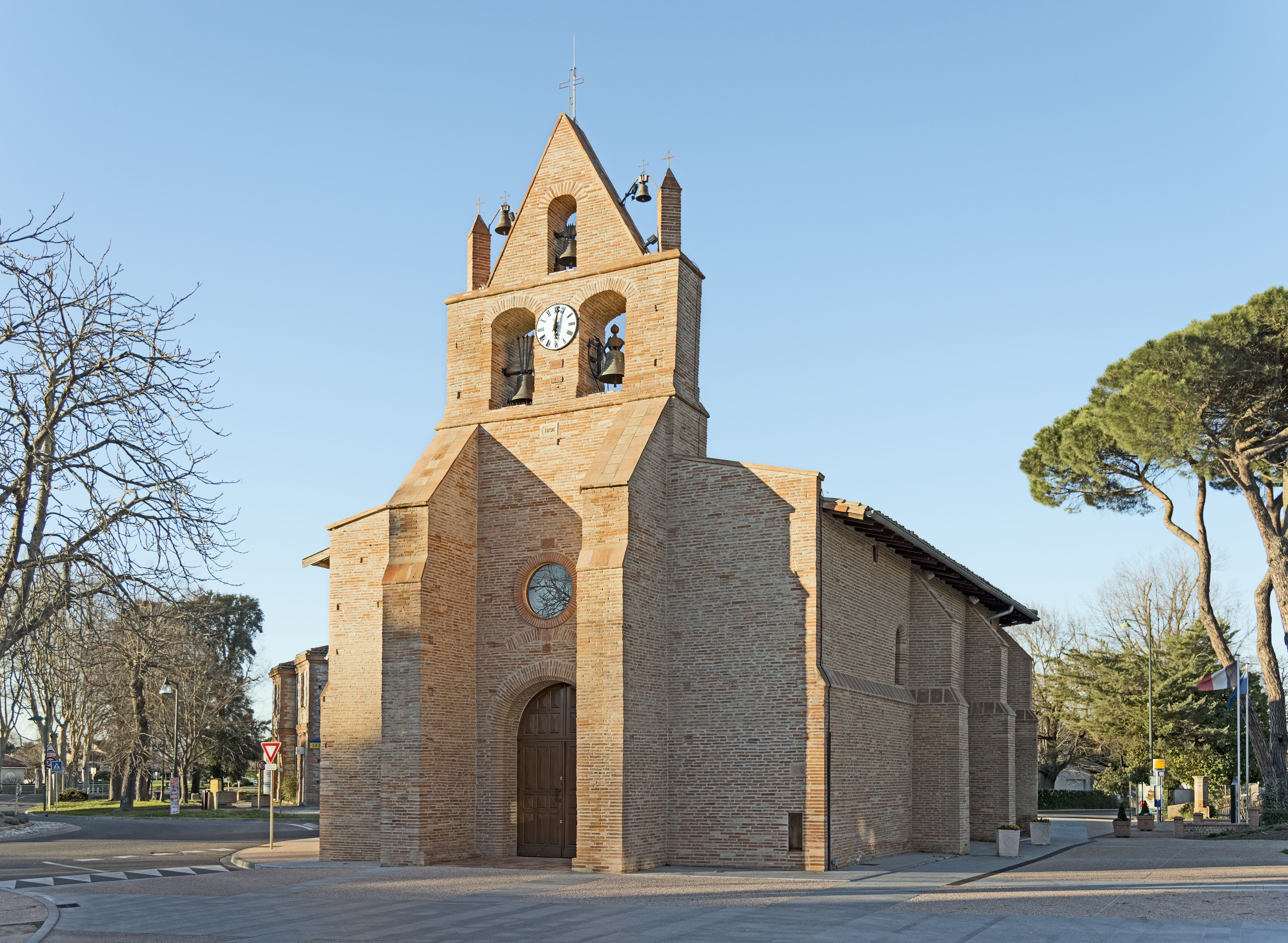
Церковь Св. Квитерии
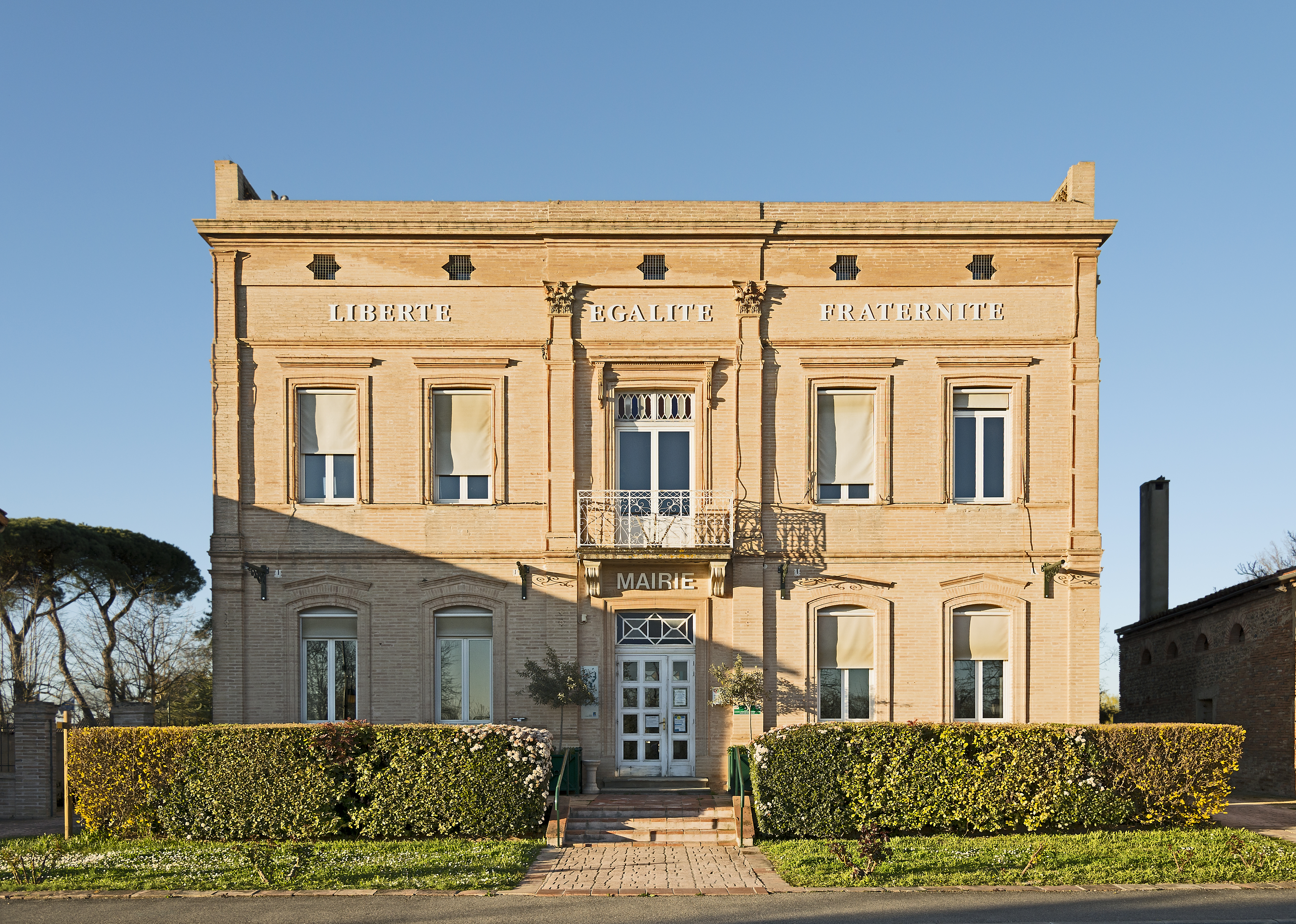
Мэрия
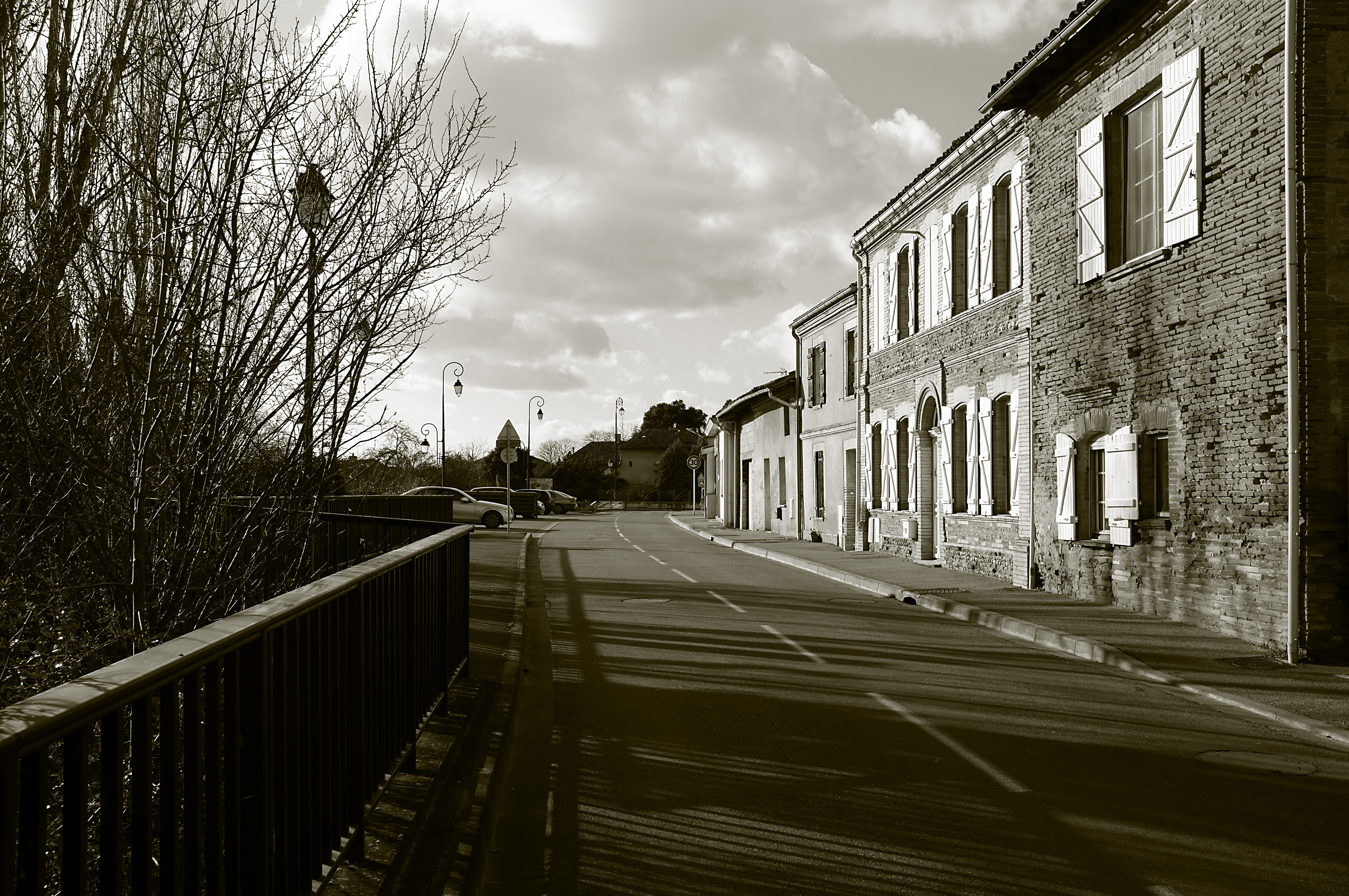
Улица Кесьяль